# STS-94
STS-94 (ang. Space Transportation System) – dwudziesta trzecia misja amerykańskiego wahadłowca kosmicznego Columbia i osiemdziesiąta piąta programu lotów wahadłowców.

## Załoga
źródło
- James Halsell (4)*, dowódca (CDR)
- Susan Still (2), pilot (PLT)
- Janice Voss (4), dowódca ładunku (MS1)
- Donald A. Thomas (4), specjalista misji (MS3)
- Michael Gernhardt (3), specjalista misji (MS2)
- Roger Crouch (2), specjalista ładunku (PS1)
- Gregory Linteris (2), specjalista ładunku (PS2)

*(liczba w nawiasie oznacza liczbę lotów odbytych przez każdego z astronautów)

## Parametry misji
źródło
- Masa:
  - startowa orbitera: - ? kg
  - lądującego orbitera: 117 806 kg
  - MSL-1 Spacelab Module: 10 169 kg
- Perygeum: 296 km
- Apogeum: 300 km
- Inklinacja: 28,5°
- Okres orbitalny: 90,5 min

## Cel misji
Powtórzenie lotu naukowego z laboratorium Spacelab MSL (Microgravity Science Laboratory), którego pierwszą misję znacznie skrócono ze względu na trudności techniczne (Columbia STS-83).